# Lorenzo Batlle
Lorenzo Cristóbal Manuel Batlle y Grau (Montevideo, 10 agosto 1810 – Montevideo, 8 maggio 1887) è stato un politico uruguaiano.
È stato Presidente dell'Uruguay dal 1º marzo 1868 al 1º marzo 1872.